# Augusto de Schleswig-Holstein-Sonderburg-Plön-Norburg
El Duque Augusto de Schleswig-Holstein-Sonderburg-Plön-Norburg (9 de mayo de 1635 - 17 de septiembre de 1699, Plön) fue Duque de Schleswig-Holstein-Sonderburg-Norburg, una pequeña parte de Schleswig-Holstein en torno al Castillo de Nordborg en la isla de Als. Fue el fundador de la línea de Schleswig-Holstein-Sonderburg-Plön-Norburg.

## Biografía
Augusto era el segundo hijo de Joaquín Ernesto y Dorotea Augusta de Schleswig-Holstein-Gottorp. Aunque su línea era una rama cadete, su hijo Joaquín Federico posteriormente heredaría el Ducado de Schleswig-Holstein-Sonderburg-Plön. De 1645 a 1650, Augusto y su hermano Juan Adolfo, quien era un año mayor que él, realizaron un Grand Tour a través de varios países europeos, inter alia, Inglaterra y Francia.
Augusto se convirtió en oficial en el ejército de Brandeburgo-Prusia y fue ascendido a General de Infantería el 20 de agosto de 1664. Al mismo tiempo, fue elegido gobernador de Magdeburgo. El 21 de diciembre de 1674, fue elegido gobernador de Minden, como recompensa por su valentía en la guerra contra el Imperio otomano. El 7 de julio de 1676, recibió la isla de Usedom como recompensa por sus servicios en la guerra de Escania. Sin embargo, el Tratado de Saint-Germain-en-Laye de 1679 concedió Usedom a Suecia. Cuando el Elector Federico Guillermo murió en 1688, se retiró del ejército de Brandeburgo y se asentó en el Castillo de Nordborg.
El 29 de mayo de 1676 fue nombrado caballero de la Orden del Elefante en Copenhague.

## Matrimonio e hijos
Contrajo matrimonio con Isabel Carlota de Anhalt-Harzgerode (11 de febrero de 1647 - 20 de enero de 1723), hija del Príncipe Federico de Anhalt-Bernburg-Harzgerode y su esposa, Juana Isabel de Nassau-Hadamar. Ella era desde 1665 la viuda del Príncipe Guillermo Luis de Anhalt-Köthen. Tuvieron los siguientes hijos:
- Joaquín Federico (1668-1722), desposó a:
  1. Magdalena Juliana, Condesa Palatina de Birkenfeld-Gelnhausen
  2. Juliana Luisa, Princesa de Frisia Oriental (1698-1721)
- Isabel Augusta (1669-1709), una monja en la Abadía de Herford
- Sofía Carlota (1672-1720)
- Cristián Carlos (20 de agosto de 1674 - 23 de mayo de 1706), desposó a:
  1. Dorotea Cristina de Aichelberg (1674-1762), desde 1702 Baronesa de Karlstein, desde 1722 Princesa de Dinamarca
- Juana Dorotea (24 de diciembre de 1676 - 29 de noviembre de 1727), desposó a:
  1. Príncipe Guillermo II de Nassau-Dillenburg (1670-1724)